# Jošanica (Sokobanja)
Pour les articles homonymes, voir Jošanica.
Jošanica (en serbe cyrillique : Јошаница) est un village de Serbie situé dans la municipalité de Sokobanja, district de Zaječar. Au recensement de 2011, il comptait 690 habitants.

## Démographie

### Évolution historique de la population
| 1948  | 1953  | 1961  | 1971  | 1981  | 1991  | 2002 | 2011 |
| ----- | ----- | ----- | ----- | ----- | ----- | ---- | ---- |
| 1 587 | 1 573 | 1 588 | 1 654 | 1 595 | 1 422 | 898  | 690  |

|  |